# Abdułła Kurbanow
Abdułła Nurmagomiedowicz Kurbanow (ros. Абдулла Нурмагомедович Курбанов; ur. 7 lutego 2002) – rosyjski zapaśnik startujący w stylu wolnym. Zajął piąte miejsce na mistrzostwach świata w 2023.
Trzeci na MŚ U-23 w 2024, a także na ME U-23 w 2024. Mistrz Rosji w 2023 i 2024 roku.